# Mudapaljivi, Bagalkot
Mudapaljivi là một làng thuộc tehsil Bagalkot, huyện Bagalkot, bang Karnataka, Ấn Độ.